# مؤتمر موسكو (1944)
مؤتمر موسكو الرابع (بالروسية: Четвёртая Московская конференция، نح: جتفيورتايا ماسكوفسكيا كنفرنتسيا) والمعروف كذلك بالاسم الحركي مؤتمر تولستوي، وهو مؤتمر عسكري عُقد في العاصمة السوفيتية موسكو، إثناء الحرب العالمية الثانية، واستمر لمُدّة عشرة أيام ابتداءاً من التاسع من أكتوبر وحتى التاسع عشر من الشهر نفسه عام 1944، وهو رابع مؤتمر تستضيفه موسكو خلال السنوات الأربعة الأولى للحرب.

## التسمية
يُعرف المؤتمر باسم مؤتمر موسكو الرابع، كوته المؤتمر الرابع الذي تستضيفه العاصمة السوفيتية بعد مؤتمرات عام 1941 و1942 و1943، كما يعرفه المؤرخون البريطانيون باسم مؤتمر موسكو الثاني، كونه اللقاء الثاني بين الزعيم السوفيتي جوزيف ستالين ورئيس الوزراء البريطاني ونستون تشرشل الذي أجراه الطرفين في العاصمة موسكو.

## الحضور
| الدولة                        | المُمثّل                                    | الصفة                                                |
| ----------------------------- | ----------------------------------------- | ---------------------------------------------------- |
| الاتحاد السوفيتي              | جوزيف ستالين                              | السكرتير العام للجنة المركزية للحزب الشيوعي السوفيتي |
| الاتحاد السوفيتي              | فياتشيسلاف ميخائيلوفيتش مولوتوف           | وزير خارجية الاتحاد السوفيتي                         |
| بريطانيا العظمى               | ونستون تشرشل                              | رئيس وزراء بريطانيا العظمى                           |
| بريطانيا العظمى               | أنطوني إيدن                               | سكرتير الدولة لشؤون الخارجية والكومنولث              |
| بريطانيا العظمى               | السير ألان برووك                          | رئيس الأركان العامة                                  |
| الولايات المتحدة (مُراقب)      | أفيريل هاريمان                            | سفير الولايات المتحدة لدى موسكو                      |
| الولايات المتحدة (مُراقب)      | جون ر. ديان                               | الملحق العسكري الأمريكي لدى موسكو                    |
| الحكومة البولندية في المنفى   | ممثلو الحكومة البولندية في المنفى بلندن   | حكومة بولندية موالية للحلفاء الغربيين                |
| لجنة التحرير الوطني البولندية | ممثلو الحكومة البولندية في المنفى بلوبلين | حكومة بولندية موالية للاتحاد السوفيتي                |

## النقاط المطروحة

نسخة ونستون تشرشل للوثيقة السرية الخاصة بتقسيم مناطق النفوذ.

شهد المؤتمر منقاشة العديد من القضايا المطروحة على الساحة العالمية في ذلك الوقت، أهمّها؛ مشاركة الاتحاد السوفيتي في الحرب على اليابان، علاوة على القضايا المُتعلّقة بعالم ما بعد الحرب العالمية الثانية، وأبرزها؛ اتفاقية النسب المزعومة والتي تعلّقت بتقسيم مناطق النفوذ في البلقان بين الاتحاد السوفيتي وبريطانيا العظمى وكذلك مستقبل بولندا مع نهاية الحرب، كما تم الاتفاق على إعادة كافة المواطنين السوفيت المُحررين على يد قوات الحلفاء الغربيين من قبضة القوات الألمانية مرة أخرى إلى الاتحاد السوفيتي وبلا أيّة استثناءات.

## طالع أيضًا
- مؤتمر موسكو
- مؤتمر موسكو الأول
- مؤتمر موسكو الثاني
- مؤتمر موسكو الثالث
- قائمة مؤتمرات الحرب العالمية الثانية